# Kolb (Familienname)
Kolb ist ein Familienname. Zu Herkunft und Bedeutung siehe Kolbe.

## Namensträger

### A
- Adolf von Nast-Kolb (1839–1921), deutscher Bankier und württembergischer Konsul in Rom
- Aegidius Kolb (1923–1993), deutscher Benediktiner (OSB) und Heimatforscher
- Albert von Kolb (1817–1876), Oberamtmann, Landtagsabgeordneter
- Albert Kolb (1906–1990), deutscher Geograph und Hochschulrektor
- Alexander Kolb (Architekt) (Александр Христофорович Кольб; 1819–1887), russischer Maler und Architekt
- Alexander Kolb (Generalleutnant) (1891–1963), deutscher Militär
- Alexander Kolb (Unternehmer) (* 1961), deutscher Unternehmer, Hochschullehrer und Motorsportler
- Alexander Kolb (Politiker) (* 1975), deutscher Kommunalpolitiker (Bündnis 90/Die Grünen)
- Alexis Kolb (Pseudonym A. Hilfgern; 1865–1917), böhmischer Schriftsteller und Erzähler
- Alfred Kolb (1878–1958), Schweizer Maler und Zeichner
- Alois Kolb (1875–1942), deutscher Radierer und Maler
- Alwin J. Kolb (* 1935), deutscher Unternehmer
- Andre Kolb (* 1994), deutscher Handballschiedsrichter
- Andreas Kolb (Journalist) (* 1959), deutscher Musikjournalist
- Andreas Kolb (* 1996), österreichischer Mountainbiker
- Angela Kolb-Janssen (* 1963), deutsche Politikerin (SPD)
- Anne Kolb (* 1964), deutsche Althistorikerin
- Annette Kolb (1870–1967), deutsche Schriftstellerin und Friedensaktivistin
- Annette Kolb (Biologin), deutsche Biologin und Vegetationsökologin
- Annette Kolb (Tennisspielerin) (* 1983), deutsche Tennisspielerin
- Annette Klussmann-Kolb (* 1969), deutsche Evolutionsbiologin und Malakologin
- Anton Kolb (Biologe) (1915–1998), deutscher Fledermausforscher
- Anton Kolb (1931–2016), österreichischer römisch-katholischer Theologe
- Armin Kolb (* 1958), deutscher freischaffender Künstler und Kunsthandwerker
- Artur Kolb (1895–1945), deutscher Politiker (NSDAP)
- August Kolb (1893–1962), deutscher SS-Hauptsturmführer
- Augustin Kolb (1896–1942), deutscher Kirchenmaler

### B
- Barbara Kolb (1939–2024), US-amerikanische Komponistin
- Bernd Kolb (* 1962), deutscher Unternehmer
- Bernhard Kolb (* 1948), deutscher Architekt, Verleger und Autor
- Boris Kolb (* 1979), deutscher Fußballspieler

### C
- Carl Kolb (1823–1889), deutscher Übersetzer
- Carl Theodor Kolb (1856–seit 1877 verschollen), deutscher Höhlenforscher
- Carlmann Kolb (1703–1765), deutscher Komponist und Organist
- Chris Kolb (* 1958), US-amerikanischer Politiker
- Christian von Kolb (1848–1924), deutscher Richter, Senatspräsident am Reichsgericht
- Christian Kolb (Verleger) (1899–1977), deutscher Drucker und Zeitungsverleger
- Christian Anton Kolb (1826–1871), deutscher Musiker, Komponist und Militär-Kapellmeister
- Christoph von Kolb (1847–1928), württembergischer evangelischer Pfarrer, Oberhofpredigerund Prälat
- Clarence Kolb (1874–1964), US-amerikanischer Film- und Theaterschauspieler
- Claudia Kolb (* 1949), US-amerikanische Schwimmerin

### D
- Dieter Kolb (* 1967), deutscher Curler und Verbandsfunktionär
- Dieter Nast-Kolb (1954–2015), deutscher Mediziner
- Dieter M. Kolb (1942–2011), deutscher Elektrochemiker

### E
- Eberhard Kolb (* 1933), deutscher Historiker
- Edmunda von Kolb (1734–1799), Äbtissin des Klosters Wald
- Eduard Kolb (SA) (1897–nach 1941) deutscher SA-Führer
- Eduard Kolb (Philologe) (1924–2010), Schweizer Anglist, Skandinavist und Hochschullehrer für Englische Philologie und Isländisch
- Edward Kolb (* 1951), US-amerikanischer Astrophysiker und Kosmologe
- Elmar Kolb (Politiker, 1935) (1935–2017), deutscher Politiker (CDU)
- Elmar Kolb (Politiker, 1936) (1936–2013), deutscher Politiker (CDU), Mitglied des Bundestages
- Émile Kolb (1902–1967), luxemburgischer Fußballspieler
- Erich Kolb (Tiermediziner) (1927–2004), deutscher Veterinärmediziner
- Erich Kolb (Handballspieler) (* 1938), deutscher Handballspieler
- Erich Kolb (Önologe), deutscher Önologe
- Erich Kolb (Ingenieur), deutscher Ingenieur und Motorsportmanager, siehe Swiss Racing Team
- Ernst Kolb (1912–1978), österreichischer Politiker und Bundesminister (ÖVP)
- Ernst Kolb (Künstler) (1927–1993), deutscher Art-Brut-Künstler
- Eugen Kolb (1879–1954), deutscher Reichsgerichtsrat

### F
- Felix Kolb (* 1973), deutscher Politikwissenschaftler und Aktivist
- Florian Kolb (* 2001), österreichischer Nordischer Kombinierer
- Frank Kolb (* 1945), deutscher Althistoriker
- Franz Kolb (Theologe) (um 1465–1535), deutscher Theologe und Reformator
- Franz Kolb (Apotheker), deutscher Apotheker und Erfinder
- Franz Kolb (Politiker) (1886–1959), österreichischer Theologe und Politiker (CSP)
- Franz Xaver Kolb (1827–1889), deutscher Kirchenmaler
- Friedrich Kolb (1917–2012), deutscher Arzt
- Fritz Kolb (1902–1983), österreichischer Reformpädagoge und Diplomat

### G
- Gabriel Kolb († 1607), böhmischer Bergmeister
- Gary Kolb (1940–2019), US-amerikanischer Baseballspieler
- Georg Friedrich Kolb (1808–1884), deutscher Verleger, Publizist und Politiker
- Gila Kolb (* 1979), deutsche Kunstpädagogin
- Gisela Kolb (* 1957), deutsche Politikerin (SPD)
- Guido Kolb (1928–2007), Schweizer Pfarrer und Autor
- Gustav Kolb (Publizist) (1798–1865), deutscher Publizist
- Gustav Kolb (Kunsterzieher) (1867–1943), deutscher Kunsterzieher
- Gustav Kolb (Mediziner) (1870–1938), deutscher Psychiater

### H
- Hanna Kolb (* 1991), deutsche Skilangläuferin
- Hans Kolb (Kirchenlieddichter) (16. Jh.), deutscher Kirchenlieddichter
- Hans Kolb (Rennfahrer) (bl. 1920er-Jahre), deutscher Automobilrennfahrer
- Hans von Kolb (1845–1928), deutscher Maler und Hochschullehrer
- Hans-Jochem Kolb (* 1944), deutscher Hämatologe und Onkologe
- Gründer des Unternehmens Hans Kolb Wellpappe
- Hartmuth C. Kolb (* 1964), deutscher Chemiker
- Heinrich Kolb (Jurist) (1867–nach 1910), deutscher Verwaltungsjurist
- Heinrich Leonhard Kolb (* 1956), deutscher Politiker (FDP)
- Helga Kromp-Kolb (* 1948), österreichische Meteorologin
- Herbert Kolb (Mediziner) (1922–2009), deutscher Mediziner und Hochschullehrer
- Herbert Kolb (Germanist) (1924–1991), deutscher Germanist und Hochschullehrer
- Hermann Kolb (1877–1948), deutscher Unternehmer
- Hubert Kolb (* 1946), deutscher Diplomat

### I
- Immanuel Gottlieb Kolb (1784–1859), deutscher Pietist
- Ingrid Kolb (* 1941), deutsche Journalistin

### J
- Jakob Friedrich Kolb (1748–1813), deutscher Textilunternehmer
- Johann Kolb (Maler), österreichischer Maler
- Johann Baptist Kolb (1774–1816), deutscher Archivar und Geschichtsschreiber
- Johann Kasimir Kolb von Wartenberg (1643–1712), deutscher Politiker
- Johann Nepomuk von Kolb (1726–1799), deutscher Theologe und Pfarrer
- Johannes Kolb (1736–1810), deutscher Textilunternehmer
- John Kolb (1860–1943), US-amerikanischer Schauspieler
- Josef von Kolb (auch Joseph von Kolb; 1843–1886), österreichischer Numismatiker
- Josef Kolb (1914–1994), österreichischer Physiker und Hochschullehrer
- Joseph Maximilian Kolb (vor 1818–nach 1859), deutscher Kupfer- und Stahlstecher
- Joseph Otto Kolb (1881–1955), deutscher Geistlicher, Erzbischof von Bamberg
- Julius von Kolb (1831–vor 1864), deutscher Pianist
- Jürgen Kolb (* 1958), deutscher Hörfunksprecher und -moderator

### K
- Karl von Kolb (eigentlich Carl Bernhard Kolb; 1800–1868), deutscher Bankier und Konsul
- Karl Kolb (Museumsleiter) (1894–nach 1942), deutscher Luftfahrtmanager und Museumsdirektor
- Karl Kolb (Kunsthistoriker) (1913–1993), deutscher Kunsthistoriker und Heimatforscher
- Konrad Kolb (1852–1918), deutscher Geistlicher, Abt der Abtei Marienstatt von 1898 bis 1918

### L
- Lisa Kolb (* 2001), österreichische Fußballspielerin
- Ludwig Kolb (1806–1875), deutscher Justizrat in Rottenburg am Neckar und Vedutenzeichner

### M
- Maryna Kolb (* 1997), ukrainische Tennisspielerin
- Max Kolb (Gartenarchitekt) (1829–1915), deutscher Gartenarchitekt und Botaniker
- Max Kolb (Künstler) (1883–??), deutscher Metallkünstler
- Max Kolb (Politiker) (1889–1970), deutscher Pädagoge und Politiker (NSDAP)
- Max Kolb (Komponist), deutscher Komponist
- Michael Kolb (* 1954), deutscher Sportwissenschaftler und Hochschullehrer

### N
- Nadija Kolb (* 1993), ukrainische Tennisspielerin

### O
- Olga Kolb (* 1976), deutsche Schauspielerin
- Otto Kolb (1921–1996), Schweizer Architekt und Designer

### P
- Paul Kolb (1910–1992), deutscher Politiker (SPD) und AWO-Funktionär
- Paul Kolb (Architekt), deutscher Architekt
- Paul Wilhelm Kolb (1920–2014), Präsident des deutschen Bundesamts für Zivilschutz
- Peter Kolb (1675–1726), deutscher Völkerkundler
- Peter Kolb (Violinist) (vor 1911–1967), deutscher Geiger
- Philip Kolb (1907–1992), US-amerikanischer Literaturwissenschaftler
- Pius Kolb (1712–1762), deutscher Bibliothekar des Klosters St. Gallen

### R
- Raimund Kolb (* 1945), deutscher Lehrer und Schriftsteller
- Raimund Th. Kolb (* 1949), deutscher Sinologe
- Reinhard Kolb (1928–2013), deutscher Architekt
- Richard Kolb (1891–1945), deutscher Rundfunkintendant
- Robert Kolb (Ingenieur) (1867–1909), deutscher Ingenieur
- Robert Kolb (Theologe) (* 1941), US-amerikanischer Theologe
- Robert Kolb (Jurist) (* 1967), Schweizer Jurist
- Rolf Nast-Kolb (1922–2012), deutscher Jurist
- Rudolf Kolb (Geologe) (1883–1942), deutscher Geologe
- Rudolf Kolb (1900–1988), österreichischer Politiker (SPÖ)
- Ruth Kolb-Lünemann (1924–1999), deutsche Sozialpolitikerin (SPD)

### S
- Sebastian Kolb (* 1983), deutscher Schauspieler
- Stefan Kolb (* 1991), deutscher Fußballspieler
- Susi Ruth Iff Kolb (1932–2023), Schweizer Fotografin

### T
- Theodor Kolb (1811–1881), deutscher Richter und Politiker
- Thomas Kolb (* 1961), deutscher Architekt

### U
- Ulrike Kolb (* 1942), deutsche Schriftstellerin

### V
- Veronika Kolb (* 1948), deutsche Politikerin (FDP)
- Victor Kolb (1856–1928), böhmischer Jesuitenpater

### W
- Walter Kolb (1902–1956), deutscher Politiker (SPD)
- Werner Kolb (1895–1975), deutscher Offizier
- Wiktoryja Kolb (* 1993), belarussische Kugelstoßerin
- Wilhelm Kolb (1870–1918), deutscher sozialdemokratischer Politiker
- Wilhelm Kolb (Unternehmer) (?–1948), deutscher Fabrikant und Firmengründer
- Willi Kolb (* 1934), deutscher Gewichtheber

### Y
- Yvette Kolb (* 1942), Schweizer Tänzerin, Schauspielerin und Schriftstellerin